# Lycodryas
Lycodryas – rodzaj węży z rodziny Pseudoxyrhophiidae.

## Zasięg występowania
Rodzaj obejmuje gatunki występujące na Madagaskarze, Komorach i Majotcie. 

## Systematyka

### Etymologia
- Lycodryas: gr. λυκος lukos „wilk”[6]; δρυς drus, δρυος druos „drzewo, zwłaszcza dąb”[7].
- Stenophis: gr. στηνος stēnos „wąski, chudy”[8]; οφις ophis, οφεως opheōs „wąż”[9]. Gatunek typowy: Stenophis guentheri Boulenger, 1896.

### Podział systematyczny
Do rodzaju należą następujące gatunki:
- Lycodryas citrinus (Domergue, 1995)
- Lycodryas cococola Hawlitschek, Nagy & Glaw, 2012
- Lycodryas gaimardi (Schlegel, 1837)
- Lycodryas granuliceps (Boettger, 1877)
- Lycodryas guentheri (Boulenger, 1896)
- Lycodryas inopinae (Domergue, 1995)
- Lycodryas inornatus (Boulenger, 1896)
- Lycodryas maculatus (Günther, 1858)
- Lycodryas pseudogranuliceps (Domergue, 1995)